# Jerzy Koller
Jerzy Koller (ur. 5 listopada 1882 w Mogilnicy, zm. 27 marca 1970 w Skolimowie) – teatrolog, krytyk literacki, historyk sztuki.

## Życiorys

### Życie osobiste
Jerzy Koller urodził się w Mogilnicy k. Trembowli 5 listopada 1882. Był synem lekarza Bolesława Kollera i Joanny z domu Gottwald. Zmarł 27 marca 1970 w Skolimowie. Rodziny nie założył.

### Wykształcenie
Od 1893 uczęszczał do C. K. I Gimnazjum w Tarnopolu, które ukończył w 1901. Studia wyższe zaczął na Uniwersytecie Jagiellońskim, by od 1902 studiować na uniwersytecie we Lwowie historię literatury, historię sztuki i filozofię. W 1911 na tej samej uczelni uzyskał stopień doktora u prof. Józefa Kallenbacha na podstawie pracy o Juliuszu Słowackim.

### Praca zawodowa
W latach 1906–1908 pracował jako nauczyciel łaciny i języka polskiego w VI gimnazjum we Lwowie, a następnie podróżował po Austrii i Niemczech. W 1908 debiutował jako literat. Był archiwistą w Ossolineum (od 1911) oraz redaktorem i publicystą prasy lwowskiej. Ogłaszał liczne recenzje i artykuły teatralne. W 1920 przeniósł się do Poznania, gdzie pracował do 1939 najpierw jako kustosz, a później wicedyrektor Muzeum Wielkopolskiego. W latach 1920–1939 był stałym recenzentem teatralnym „Dziennika Poznańskiego”. Publikował również prace z zakresu historii malarstwa. W 1940 został wysiedlony do Generalnego Gubernatorstwa.
Po wojnie był kolejno: kierownikiem literackim teatrów we Lwowie (1944–1945) i Katowicach (1945–1946), a później Teatru Polskiego w Poznaniu (1946–1965). Uczestniczył w życiu kulturalnym miasta, a 23 czerwca 1962 obchodził jubileusz 50–lecia pracy teatralnej i literackiej. Od 1965 mieszkał do śmierci w Skolimowie k. Warszawy.

## Ordery i odznaczenia[11]
- Krzyż Komandorski Orderu Odrodzenia Polski
- Krzyż Kawalerski Orderu Odrodzenia Polski
- Srebrny Wawrzyn Akademicki (4 listopada 1937)[12]